# Франческо Цукетті
Франческо Цукетті (італ. Francesco Zucchetti, 14 квітня 1902 — 8 лютого 1980) — італійський велогонщик.
Олімпійський чемпіон 1924 року в командній гонці переслідування.